# Església de Sant Ferran de ses Roques
L'església de Sant Ferran de ses Roques és una església a la localitat de Sant Ferran de ses Roques, una de les parròquies de l'illa de Formentera, i dedicada a Sant Ferran. És la seu d'una de les tres esglésies parroquials de Formentera –juntament amb la de Sant Francesc Xavier i la del Pilar de la Mola.
El 29 de març de 1996 el Consell Insular d'Eivissa i Formentera va declarar l'església Bé d'Interés Cultural en la categoria de Conjunts Historicoartístics.

## Història
L'any 1785 es va crear la parròquia de Sant Ferran de ses Roques, no obstant això l'església no es va començar a construir fins al 1853. Fou inaugurada i consagrada el 30 de juny de 1889 i el 1903 es va construir el cementiri, que es troba dins el mateix solar. A partir de la creació de l'església el nucli de població va anar consolidant i aglutinant la població dispersa de ses Roques i sa Punta.
Durant la Guerra Civil espanyola, els seus símbols religiosos van ser atacats per part dels republicans. També fou escenari d'afusellaments extrajudicials per part dels franquistes a militants d'esquerra als murs del cementiri.

## Edifici
L'església fou construïda amb gres i argamassa de calç. És de planta rectangular i coberta amb volta de canó. Els paraments són inclinats per evitar els contraforts. Té una alçada total de 7,6 metres.